# 180855 Debrarose
180855 Debrarose este o planetă minoră (asteroid) din centura de asteroizi. A fost descoperită pe 11 aprilie 2005 la Observatorul Național Kitt Peak de Marc Buie⁠(d). 
Obiectul prezintă o orbită caracterizată de o semiaxă mare de 2,3015781406462 UAi, o excentricitate de 0,094628959264419, o înclinație de 4,3438061569033 ° în raport cu ecliptica.